# História de Antígua e Barbuda
Os Siboney foram os primeiros a habitar as ilhas de Antígua e Barbuda em 2400 aC, mas eram tribos de ameríndios arawaks e caribes que povoavam as ilhas quando Cristóvão Colombo lá desembarcou na sua segunda viagem em 1493. Aos primeiros povoamentos por espanhóis e franceses sucederam-se os ingleses que formaram uma colónia em 1667. A escravatura, estabelecida para dar uma força de trabalho para as plantações de cana-de-açúcar em Antígua, foi abolida em 1834. 
O Pais  integrou a Federação Leeward de 1871 a 1956. Foi colônia autônoma do Reino Unido (1956-1958), até fazer parte da Federação das Índias Ocidentais (1958-1962). Entre 1967 e 1981, foi um estado associado ao Reino Unido. As ilhas transformaram-se num estado independente dentro da Commonwealth em 1981. Em 2016, a Unesco a consagrou como patrimônio material da humanidade